# Steven Kistler
Samuel Stephens Kistler ou Steven Kistler (Cedarville (Califórnia), 26 de março de 1900 – Novembro de 1975) foi um cientista e engenheiro químico americano, mais conhecido como inventor do aerogel.

## Biografia
Steven Kistler, filho de um comerciante, nasceu em Cedarville, na Califórnia, Estados Unidos, em 26 de março de 1900. Quando Steven tinha 12 anos, a família se mudou para Santa Rosa (Califórnia), onde ele concluiu o ensino médio. Em paralelo, completou o primeiro ano da faculdade de química.
Em 1917, Steven Kistler ingressou na Universidade do Pacífico, com o intuito de aprender a tocar violoncelo e depois cursar agricultura. Entretanto, ele nunca aprendeu a tocar violoncelo; ao invés disso, passou três anos fazendo cursos na área da ciência oferecidos pela universidade. Três anos mais tarde, transferiu-se para a Universidade Stanford, onde conquistou o diploma de graduação em química (1921) e em engenharia química (1922).
Trabalhou por um breve período na Chevron, empresa do ramo energético, conhecida na época como Standard Oil Company. Após um ano trabalhando na Chevron, retornou para a Universidade do Pacífico, onde foi convidado a ser professor de química. Lecionou química até 1931, quando concluiu seu doutorado e se mudou para a Universidade de Illinois em Urbana-Champaign a fim de ser professor de engenharia química. Durante esse período também trabalhou como consultor para a DuPont; porém, em 1935, recusou uma oferta de emprego da empresa para tornar-se pesquisador na Norton Company. Assumiu a direção da faculdade de engenharia da Universidade de Utah em 1952, cargo que ocupou até 1964, quando renunciou para dedicar-se à pesquisa e ao ensino.

## O Aerogel
Não existem relatos precisos sobre o momento exato no qual Steven Kistler inventou o aerogel. Desde o início de sua educação, Steven Kistler demonstrou interesse por fluídos supercríticos. Em sua tese de mestrado, propôs a cristalização de aminoácidos de fluídos supercríticos. Em 1927, começou o doutorado na Universidade de Stanford, onde trabalhou pela primeira vez com géis com o professor J. W. McBain. Nos anos subsequentes, publicou vários artigos sobre wet gels. 
Não se sabe se Steven iniciou sua pesquisa sobre aerogéis na Universidade de Stanford ou na Universidade do Pacífico; em todo caso, publicou o seu primeiro artigo sobre aerogéis na revista Nature em 1931. Durante seu vínculo com a Universidade de Illinois (1931-35), concentrou-se em investigar as propriedades dos aerogéis, como, por exemplo, a condutividade térmica do aerogel de sílica e as propriedades catalíticas de vários aerogéis de óxidos. No início dos anos 40, Steven concluiu um acordo com a Monsanto para a comercialização do primeiro aerogel.

## Prêmios e honrarias
Em 1963, Kistler desenvolveu um processo para fortalecer vidro, em um artigo que veio a ser considerado o "melhor artigo técnico de 1963" pela American Ceramic Society. Ademais, o Journal of Industrial Research inclui o método entre as dez melhores inovações de 1963.

## Publicações
- Kistler, Steven (1931). «Coherent Expanded Aerogels and Jellies». Nature. 127. 741 páginas. doi:10.1038/127741a0
- Kistler, Steven (1932). «Coherent Expanded Aerogels». J. Physical Chem. 36 (1): 52-64. doi:10.1021/j150331a003
- Kistler, Steven (1934). «The Relation Between Heat Conductivity and Structure in Silica Aerogel». J. Physical Chem. 39 (1): 79-86. doi:10.1021/j150361a006
- Kistler, Steven (1942). «Calculation of Surface Area of Microporous Solids from Measurements of Heat Conductivity». J. Physical Chem. 96 (1). 19 páginas